# Шатківка
Шаткі́вка — село в Україні, у Троїцькій селищній громаді Сватівського району Луганської області. Населення становить 1 особа. До 2017 року орган місцевого самоврядування — Розсипненська сільська рада.
На 3-версній карті кінця ХІХ ст. позначено як «хутір Лозний (при Білому колодязі)».

## Географія
Біля села по річці Лозова проходить кордон з Росією.

## Населення

### Мова
Розподіл населення за рідною мовою за даними перепису 2001 року:
| Мова      | Кількість | Відсоток |
| --------- | --------- | -------- |
| російська | 1         | 100%     |

| Україна | Це незавершена стаття з географії України. Ви можете допомогти проєкту, виправивши або дописавши її. |

1. ↑  Рідні мови в об'єднаних територіальних громадах України — Український центр суспільних даних